# Le Plessier-sur-Saint-Just
Le Plessier-sur-Saint-Just is een gemeente in het Franse departement Oise (regio Hauts-de-France) en telt 499 inwoners (2004). De plaats maakt deel uit van het arrondissement Clermont.

## Geografie
De oppervlakte van Le Plessier-sur-Saint-Just bedraagt 7,7 km², de bevolkingsdichtheid is 64,8 inwoners per km².
De onderstaande kaart toont de ligging van Le Plessier-sur-Saint-Just met de belangrijkste infrastructuur en aangrenzende gemeenten.

## Demografie
Onderstaande figuur toont het verloop van het inwonertal (bron: INSEE-tellingen).

## Geboren
- Claude Legrand (1762-1815), generaal